# Tamzin Brown
Pour les articles homonymes, voir Brown.
Tamzin Brown, née à Bath en Angleterre, est une actrice britannique vivant à Los Angeles.

## Biographie
Tamzin Brown étudie les arts et la photographie à l'Université des arts de Londres, et la comédie au Théâtre Old Vic de Londres.

### Vie privée
Tamzin Brown fréquente la chanteuse américaine LP.

## Filmographie
- 2009 : Lost Soul de Dana Schroeder : Amy
- 2011 : Scale from One to Seven (court métrage) : Taylor
- 2011 : Rebel (court métrage) : Natalie Wood
- 2011 : Our Most Beautiful Love Stories : Eve
- 2011 : It Was Romance (court métrage) : Love Guru
- 2012 : Our Most Beautiful Love Stories (série télévisée) : Eve (4 épisodes)
- 2012 : White (court métrage) : Dealer
- 2013 : Absent Bliss (court métrage) : Helena Riley
- 2013 : Bukowski : Neighbor Lady
- 2013 : Alien Rising : Lab technician
- 2013 : A Very BBK Xmas (court métrage) : la reportère BBK Amerika
- 2014 : Eternity: The Movie : Kelly
- 2015 : The Adderall Diaries : Miranda
- 2016 : Everlasting : Victoria
- 2016 : Tabloid Vivant : Sara Speed
- 2016 : The Blessed Ones : Ursa
- 2017 : Making a Scene with James Franco (mini-série) : Liam Payne (1 épisode)
- 2017 : The Institute : Nurse Oaks
- 2017 : The Disaster Artist : le rendez-vous de Tommy
- 2017 : The Deuce (série télévisée) : Terese (5 épisodes)
- 2017 : Me Problems (court métrage) : Vanessa
- 2017 : Future World de James Franco, Bruce Thierry Cheung : Sweet T
- 2017 : Blood Theatre : Alison
- 2017 : I Die : Adrian
- 2018 : Zeroville : la vampire lesbienne
- 2019 : The Long Home : Thelma